# Philoliche sagittaria
Philoliche sagittaria är en tvåvingeart som först beskrevs av Surcouf 1911.  Philoliche sagittaria ingår i släktet Philoliche och familjen bromsar.
Artens utbredningsområde är Kenya. Inga underarter finns listade i Catalogue of Life.